# نور-ثانیه
نور-ثانیه یا یک ثانیه نوری یکای اندازه‌گیری طول است که در اخترشناسی، مخابرات نظریه نسبیت کاربرد دارد و به فاصله‌ای که نور در یک ثانیه در شرایط خلأ طی می‌کند گفته می‌شود که برابر است با ۲۹۹٬۷۹۲٬۴۵۸ متر.
ثانیه نوری مبنایی برای دیگر واحدهای مشابه مانند دقیقه نوری، ساعت نوری و روز نوری است که در مقالات علمی برای یکای فاصله از آن استفاده می‌کنند همچنین نانو نور (که فقط بر پایه سیستم آمریکایی و انگلیسی فوت هست) نیز بر پایه ثانیه نور تعریف می‌گردد.
سال نوری بیشترین استفاده را برای یکای مسافت‌های طولانی دارد که بر پایه سال ژولینی (اخترشناسی) (نه گاه‌شماری میلادی) تعریف می‌گردد که دقیقاً دارای ۳۶۵٫۲۵ روز هست که دقیقاً برابر با ۸۶۴۰۰ یکای ثانیه‌است.
| یکا        | تعریف                                      | فاصله                  | فاصله         | فاصله         | مثال |
|            |                                            | متر (exact values)     | کیلومتر       | مایل          | |
| ثانیه نوری |                                            | ۲۹۹۷۹۲۴۵۸ m            | ۲٫۹۹۸×۱۰۵ km  | ۱٫۸۶۳×۱۰۵ mi  | فاصله متوسط میان زمین تا ماه حدود ۱٫۲۸۲ ثانیه نوری است                                                                                                |
| دقیقه نوری | 60 light-seconds                           | ۱٫۷۹۸۷۵۴۷۴۸×۱۰ m       | ۱٫۷۹۹×۱۰۷ km  | ۱٫۱۱۸×۱۰۷ mi  | average distance from the Earth to the Sun is 8.317 light-minutes                                                                                     |
| ساعت نوری  | 60 light-minutes = ۳۶۰۰ light-seconds      | ۱٫۰۷۹۲۵۲۸۴۸۸×۱۰۱۲ m    | ۱٫۰۷۹×۱۰۹ km  | ۶٫۷۰۶×۱۰۸ mi  | نیم‌قطر بزرگ پلوتو مدار (سیاره) حدود ۵٫۴۷۳ ساعت نوری است                                                                                               |
| روز نوری   | 24 light-hours = ۸۶۴۰۰ light-seconds       | ۲٫۵۹۰۲۰۶۸۳۷۱۲×۱۰۱۳ m   | ۲٫۵۹۰×۱۰ km   | ۱٫۶۰۹×۱۰ mi   | ۹۰۳۷۷ سدنا هم‌اکنون ۰٫۵۲ روز نوری از خورشید فاصله دارد؛ on an orbit that varies from a perihelion of 0.44 light-days to an aphelion of 5.41 light-days |
| هفته نوری  | 7 light-days = ۶۰۴۸۰۰ light-seconds        | ۱٫۸۱۳۱۴۴۷۸۵۹۸۴×۱۰۱۴ m  | ۱٫۸۱۳×۱۰۱۱ km | ۱٫۱۲۷×۱۰۱۱ mi | ابر اورت is thought to extend بین ۴۱ و ۸۲ هفته نوری از خورشید فاصله دارد                                                                              |
| سال نوری   | 365.25 light-days = ۳۱۵۵۷۶۰۰ light-seconds | ۹٫۴۶۰۷۳۰۴۷۲۵۸۰۸×۱۰۱۵ m | ۹٫۴۶۱×۱۰۱۲ km | ۵٫۸۷۹×۱۰۱۲ mi | پروکسیما قنطورس فهرست ستارگان نزدیک در حدود ۴٫۲۴ سال نوری از خورشید فاصله دارد is the to the Sun, about 4.24 light years away                         |